# Laia Masramon i Vendrell
Laia Masramon i Vendrell (Santpedor, Bages, 1981) és una pianista i fortepianista catalana i una de les pianistes de l'estat espanyol amb més projecció internacional.
Es va iniciar en la música als sis anys amb la seva àvia Montserrat Noguera. Als dinou ja va obtenir el títol superior de piano. El seu primer concert el va fer als deu anys, precedint una actuació del Trio Barcelona, i als onze anys va fer el primer recital. Fou seleccionada per Lawrence Foster per actuar com a solista amb l'Orquestra Simfònica de Barcelona i Nacional de Catalunya quan tenia tan sols quinze anys, i als disset va debutar al Palau de la Música Catalana. Posteriorment, ha actuat amb les orquestres més prestigioses d'Espanya i orquestres europees, com ara la Filharmònica de Praga, l'Orquestra Nacional d'Espanya, la Simfònica de Castella i Lleó, la Capriccio Barockorchester, i també en formacions de cambra com l'Orquestra de Cambra Franz Liszt.
La seva formació va partir sobretot de Carles Julià i Ramon Coll. Posteriorment va traslladar-se a Madrid per fer un postgrau entre 2001 i 2006 amb Galina Egiazarova, a l'Escola Superior de Música Reina Sofia, on desenvolupa la seva tasca docent.
S'ha especialitzat en Fortepiano i interpretació històrica, amb instruments originals, amb un màster fet entre 2014 i 2016 a l'Schola Cantorum Basiliensis de Suïssa, amb Edoardo Torbianelli.